# آرسلانو-آمکاچوو
آرسلانو-آمکاچوو (انگلیسی: Arslano-Amekachevo) یک شهرک در شهرستان کویورگازینسکی جمهوری باشقیرستان در کشور روسیه است.